# Liste der Kulturdenkmale in Lutherstadt Eisleben
In der Liste der Kulturdenkmale in Lutherstadt-Eisleben sind alle Kulturdenkmale der Stadt Lutherstadt Eisleben und ihrer Ortsteile aufgelistet. Grundlage ist das Denkmalverzeichnis des Landes Sachsen-Anhalt, das auf Basis des Denkmalschutzgesetzes des Landes Sachsen-Anhalt vom 21. Oktober 1991 durch das Landesamt für Denkmalpflege und Archäologie Sachsen-Anhalt erstellt und seither laufend ergänzt wurde (Stand: 31. Dezember 2022).

## Aufteilung
Wegen der großen Anzahl von Kulturdenkmalen in Lutherstadt Eisleben werden die Kulturdenkmale in den Ortsteilen in Teillisten aufgeführt.
- Bischofrode
- Burgsdorf
- Hedersleben
- Helfta
- Kleinosterhausen
- Oberrißdorf
- Osterhausen
- Polleben
- Rothenschirmbach
- Schmalzerode
- Sittichenbach
- Unterrißdorf
- Volkstedt
- Wolferode

## Kulturdenkmale
| Lage | Bezeichnung                                 | Beschreibung | Erfassungs- nummer | Ausweisungsart                   | Bild                                        |
| --- | ------------------------------------------- | --- | ------------------ | -------------------------------- | ------------------------------------------- |
| von Osten und Norden aus gesehen (Karte) | Ortsansicht                                 | Die Sicht von der B 180 auf die Stadt mit dem Kirchtürmen und den Schulbauten ist denkmalgeschützt. | 094 70403          | Denkmalbereich                   | Ortsansicht                                 |
| Mansfelder Mulde (Karte) | Mansfelder Bergwerksbahn                    | Haldenlandschaft; hier Siedlung am Friedrichsberg, oberes Glumetal: Eisenbahnanlage | 107 40008          | Baudenkmal                       | BW                                          |
| Stadt Halle (Saale), Salzatal, Lutherstadt Eisleben, Gerbstedt, Hettstedt (Karte) | Eisenbahnanlage                             | Halle-Hettstedter Eisenbahn | 107 40096          | Baudenkmal                       | Weitere Bilder                              |
| B 80, B 180, Oberhütte und Unterrißdorf (Karte) | Graben                                      | zwischen B 80, B 180, Oberhütte und Unterrißdorf | 094 75456          | Baudenkmal                       | BW                                          |
| Richtung Wimmelburg (Karte) | Haldenlandschaft                            | Halden Karl-Liebknecht-Hütte (Krug-Hütte) | 107 40034          | Baudenkmal                       | BW                                          |
| westlich von Eisleben | Haldenlandschaft                            | Lichtlochhaldenzug Schlüssel-Stollen | 107 40071          | Baudenkmal                       |                                             |
| (Karte) | Stadtbefestigung                            | Von der Stadtbefestigung sind nur noch Reste vorhanden, so Sperlingsberg 4, Vikariatsgasse 4 und Markt 34. Die Stadtbefestigung wurde erstmals im Jahre 1286 erwähnt, wahrscheinlich stammen die ältesten Teile aus dem 12. Jahrhundert. Die Stadtbefestigung bestand aus vier Toren und mehreren Türmen. Die folgenden Straßen markieren in etwas den Verlauf der Stadtbefestigung: Sperlingsberg, Schulgasse, Münzstraße, Freistraße, Schlossplatz, Poststraße, südöstlicher Ausläufer des Marktes, Jüdenhof und Vikariatsgasse. Ende 15. Anfang 16. Jahrhundert wurde die Stadtbefestigung erweitert. Reste dieser Erweiterung befinden sich an der Poststraße, Lindenstraße 54-56, Stadtgraben und Klosterstraße 10.                        | 094 70373          | Baudenkmal                       | BW                                          |
| Albrechtstraße 1, 2, 3, 4, 5, 6, 7, 8, 9, 10, 11, 12, 13, 14, 15, 16, 17, 18, 19, 20, 21, 22, 23, 24, 25, 26, 27, 28, Mühlweg 5, 6, 7 (Karte) | Straßenzug Albrechtstraße 1-28, Mühlweg 5-7 | Der Straßenzug ist eine Arbeiterwohnstraße, die um 1900 bis 1910 erbaut wurde. Auf der Südseite der Straße befinden sich eingeschossige Einfamilienhäuser, an der Nordseite dreigeschossige Mehrfamilienhäuser. Der Architekt war August Schade. | 094 70291          | Denkmalbereich                   | Straßenzug Albrechtstraße 1-28, Mühlweg 5-7 |
| Andreaskirchplatz 1, 2, 3, 4, 5, 6, 7, 8, 10, 11, 12, 14 und weitere Häuser (Karte) | Altstadt                                    | | 094 75358          | Denkmalbereich                   | Altstadt                                    |
| Andreaskirchplatz 1, 2, 3, 4, 5, 6, 7, 8, 10, 11, 12, 14 | Platz                                       | Platz | 094 75358 001      | Teilobjekt eines Denkmalbereichs | Weitere Bilder                              |
| Markt 1, 2, 3, 4, 5, 6, 7, 8, 9, 10, 11, 12, 13, 14, 15, 16, 17, 18, 19, 20, 21, 22, 23, 24, 2 | Marktplatz                                  | Marktplatz | 094 75358 002      | Teilobjekt eines Denkmalbereichs | Weitere Bilder                              |
| Jüdenhof 1, 2, 3, 4, 5, 6, 7, 8, 9, 9a, 12, 13 | Platz                                       | Platz | 094 75358 003      | Teilobjekt eines Denkmalbereichs | Weitere Bilder                              |
| Grabenstraße 1, 2, 3, 4, 5, 6, 7, 10, 11, 12, 13, 14, 15, 16, 17, 18, 19, 20, 21, 22, 22a, 22b, 23, 24, 25, 26, Rathausstraße 5 | Straßenzug                                  | Straßenzug | 094 75358 004      | Teilobjekt eines Denkmalbereichs | Weitere Bilder                              |
| Plan 1, 2, 3, 4, 5, 6, 7, 8, 9, 10, 11, 12, 13, 14, 15, 16 | Platz                                       | Platz | 094 75358 005      | Teilobjekt eines Denkmalbereichs | Weitere Bilder                              |
| Schlossplatz 1, 1a, 1b, 2, 3, 4, 5, 6, 7 | Platz                                       | Platz | 094 75358 006      | Teilobjekt eines Denkmalbereichs | Weitere Bilder                              |
| Sangerhäuser Straße 1, 2, 3, 4, 5, 6, 7, 8, 9, 10, 11, 12, 13, 14, 15, 17, 18, 33, 34, 35, 36, 37, 38, 39, 40, 41, 43 | Straßenzug                                  | Straßenzug | 094 75358 007      | Teilobjekt eines Denkmalbereichs | Weitere Bilder                              |
| Freistraße 1, 2, 3, 4, 5, 6, 7, 8, 9, 10, 11, 12, 13, 14, 15, 16, 17, 18, 19, 20, 21, 87, 88, 89, 90, 91, 92, Klosterplatz 48 | Straßenzug                                  | Straßenzug | 094 75358 008      | Teilobjekt eines Denkmalbereichs | Weitere Bilder                              |
| Lindenallee 1, 1a, 2, 3, 4, 5, 6, 7, 8, 9, 55, 56, 57, 58, 59, 60 | Straßenzug                                  | Straßenzug | 094 75358 009      | Teilobjekt eines Denkmalbereichs | Weitere Bilder                              |
| Hallesche Straße 1, 2, 3, 4, 5, 6, 7, 8, 9, 10, 11, 12, 13, 14, 15, 16, 17, 18, 20, 22, 24 | Straßenzug                                  | Straßenzug | 094 75358 010      | Teilobjekt eines Denkmalbereichs | Weitere Bilder                              |
| Badergasse 1, 2, 3, 4, 5, 6, 7, 8, 9, 10, 11, 12, 13, 14, Bahnhofstraße 32, 33, 34, 36, Grabenstraße 1, 2, 3, 4, 5, 63, 64, 65, 66, 67, 68, 69, 70, 71, 72, Lutherstraße 1, 2, 3, 4, 5, 6, 7, 8, 9, 10, 11, 12, 13, 14, 15, 15a, 16, 17, 18, 19, 20, 21, 22, 23, 24, 25, 26, Petrikirchplatz 1, 2, 3, 4, 5, 6, 7, 8, 9, 10, 18, 19, 20, 21, 22, 23, 24, 24a, 25, Petristraße 1, 1a, 2, 3, 5, 6, 7, 8, 9, 10, 11, 12, Rammtorstraße 1, 2, 2a, 2b, 3, 4, 5, 6, 7, 8, 8a, 9, 9a, 9b, 10, 10a, 11, 12, 13, 14, 15, 16, 50, 50a, 51, 52, Seminarstraße 1, 2, 3, 4, 5, 6, 7 | Petriviertel                                | Stadtviertel | 094 75358 011      | Teilobjekt eines Denkmalbereichs |                                             |
| Andreaskirchplatz 1, an der Westwand der Andreaskirche (Karte) | Gedenktafel                                 | Die Gedenktafel erinnert an die Juden, die von den Nationalsozialisten ermordet worden sind. Die Inschrift lautet: „Höre, Israel, der Ewige, user Gott, der Ewige ist einzig. Dem Andenken der jüdische Bürger, die in unserer Stadt gelebt und gelitten haben und von 1933–1945 ihr Leben ließen. Christus spricht: Was ihr einem von meinen geringsten Brüdern getan habt, das habt ihr mir angetan. Mt25,40“. | 094 70412          | Baudenkmal                       | BW                                          |
| Andreaskirchplatz 1 (Karte) | Sankt-Andreas-Kirche                        | Kirche Die Kirche St. Andreas ist die Pfarrkirche der Altstadt. Die Kirche wurde bereits 1180 erwähnt, es ist auch die letzte Predigtstätte Martin Luthers vor seinem Tode. | 094 75351          | Baudenkmal                       | Weitere Bilder                              |
| Andreaskirchplatz 2 (Karte) | Wohn- und Geschäftshaus                     | Das Haus ist ein dreigeschossiges, traufständiges Wohn- und Geschäftshaus mit einem Satteldach. | 094 08115          | Baudenkmal                       | Wohn- und Geschäftshaus                     |
| Andreaskirchplatz 5 (Karte) | Wohn- und Geschäftshaus                     | Das Haus ist ein dreigeschossiges, traufständiges Wohn- und Geschäftshaus mit einem Mansarddach. | 094 75449          | Baudenkmal                       | Wohn- und Geschäftshaus                     |
| Andreaskirchplatz 6 (Karte) | Wohn- und Geschäftshaus                     | Das Haus ist ein dreigeschossiges, traufständiges Wohn- und Geschäftshaus mit einem Mansarddach. | 094 75450          | Baudenkmal                       | Wohn- und Geschäftshaus                     |
| Andreaskirchplatz 7 (Karte) | Martin Luthers Sterbehaus                   | Gedenkstätte In diesem Haus befindet sich die Gedenkstätte Museum „Luthers Sterbehaus“. Hier soll Martin Luther gestorben sein, dieses ist aber in jüngeren Forschungen widerlegt worden. Es ist ein zweigeschossiges, traufständiges Wohnhaus mit einem Satteldach. Der Eingang ist ein Sitznischenportal, rechts und links davon befinden sich kielbogige Fenster. Das Haus ist um 1800 erbaut worden. | 094 08043          | Baudenkmal                       | Weitere Bilder                              |
| Andreaskirchplatz 10 (Karte) | Schule                                      | Das sogenannte Alte Gymnasium wurde im 19. Jahrhundert erbaut, der Kern des Hauses stammt aus der Zeit um 1602 bis 1604. Es ist ein dreigeschossiger, traufständiger Bruchsteinbau mit einem Satteldach. | 094 08109          | Baudenkmal                       | Schule                                      |
| Andreaskirchplatz 11 (Karte) | Schule                                      | Es ist die sogenannte Alte Lutherschule. Hier befand sich bis zum Jahr 1564 die erste Eislebener Lateinschule, diese wurde auf eine Initiative von Martin Luther und Philipp Melanchthon eingerichtet. Das Haus ist ein dreigeschossiges Haus mit einem Satteldach, das obere Geschoss ist ein vorkragendes Fachwerkgeschoss. | 094 08110          | Baudenkmal                       | Weitere Bilder                              |
| Andreaskirchplatz 12 (Karte) | Superintendentur                            | | 094 70406          | Baudenkmal                       | Superintendentur                            |
| Annengasse 3 (Karte) | Wohnhaus                                    | Das zweigeschossige Wohnhaus wurde Ende des 19. Jahrhunderts erbaut. Es ist ein Ziegelbau im Stil der Neorenaissance. | 094 75453          | Baudenkmal                       | Wohnhaus                                    |
| Annengasse 25 (Karte) | Wohnhaus                                    | Das Wohnhaus wurde wahrscheinlich im 16. Jahrhundert erbaut und ist somit eines der ältesten Häuser in der Neustadt. Es ist ein schmales Haus mit zwei Achsen und einem Satteldach. Im Dach befindet sich eine Schleppgaube. Das obere Geschoss ist vorkragend, fünf Kragbögen trennen das Obergeschoss vom Untergeschoss. Der Eingang befindet sich in der rechten Achse. | 094 75454          | Baudenkmal                       | BW                                          |
| Annenkirchplatz, Gelände des ehemaligen Kirchhofes von St. Annen (Karte) | Grabmal                                     | E. R. W. Schmid war ein Bergvogt und Bergzehntner, er lebte von 1753 bis 1795. Auf einem Pfeiler mit Medaillon befindet sich eine Urne mit einer Girlande. Im Medaillon befinden sich die Lebensdaten. | 094 70434          | Baudenkmal                       | Grabmal                                     |
| Annenkirchplatz, auf dem Gelände des ehemaligen Kirchhofes von St. Annen (Karte) | Grabmal                                     | Johann Christian Schmid war ein Bergvogt für Mansfeld und Thüringen, er lebte von 1715 bis 1788. Auf einer kannelierten Säule befindet sich eine Urne mit Girlanden. Am oberen Ende der Säule befindet sich ein Medaillon mit der Inschrift. | 094 70435          | Baudenkmal                       | Grabmal                                     |
| Annenkirchplatz (Karte) | Kirche                                      | Die Kirche St. Annen wurde 1513 erbaut. Es ist die Pfarrkirche der Neustadt, die als Bergmannssiedlung erbaut wurde. Die Kirche war die Klosterkirche des 1515 eingerichteten Augustiner-Eremiten-Klosters, dieses wurde 1522/1523 wieder aufgelöst. Der Gründer der Kirche Graf Albrecht IV. von Mansfeld-Hinterort in diesen Jahren die Kirche zur evangelischen Pfarrkirche. In der Kirche befindet sich ein Kassettendecke aus dem Jahre 1608. | 094 75376          | Baudenkmal                       | Weitere Bilder                              |
| Annenkirchplatz 2, am Pfarrhaus St. Annen (Karte) | Gedenktafel                                 | Die Gedenktafel erinnert an den Pfarrer Johannes Noack, er ist an den Folgen einer Strafe im Zuchthaus im März 1944 gestorben. Die Gedenktafel befindet sich an der Mauer des Pfarrhauses. | 094 70472          | Baudenkmal                       | Gedenktafel                                 |
| Annenkirchplatz 2 (Karte) | Pfarrhaus                                   | | 094 70433          | Baudenkmal                       | BW                                          |
| Annenkirchplatz 3, Kirche St. Annen, Neustadt (Karte) | Kloster                                     | St. Annen | 094 08107          | Baudenkmal                       | Kloster                                     |
| Anstaltstraße 3, bei Kirche St. Nicolai (Karte) | Keller                                      | Der Keller gehörte zum ehemaligen Pfarrhaus der St.-Nicolai-Kirche, das Haus wurde im Jahre 1616 erbaut und im Jahre 2000 abgebrochen. Der Keller ist möglicherweise noch älter als das ehemalige Pfarrhaus. In den Keller führt eine Treppe aus der ehemaligen Küche. Der Keller besteht aus mehreren Räumen und wurde aus Rotbuntsteinen erbaut. | 107 40109          | Baudenkmal                       | BW                                          |
| Anstaltstraße 9a (Karte) | Turnhalle                                   | Die Turnhalle wurde in der Mitte des 19. Jahrhunderts erbaut. | 094 75462          | Baudenkmal                       | BW                                          |
| Badergasse 8 (Karte) | Wohnhaus                                    | Das Haus wurde in der zweiten Hälfte des 18. Jahrhunderts erbaut. Es ist ein zweigeschossiges, traufständiges Haus mit einem Satteldach. In der linken von drei Achsen befindet sich der Eingang. | 094 75458          | Baudenkmal                       | BW                                          |
| Bahnhofsring (Karte) | Wasserturm                                  | Der Eisenbahnwasserturm wurde Anfang des 20. Jahrhunderts erbaut. | 094 70402          | Baudenkmal                       | Weitere Bilder                              |
| Bahnhofsring 13 (Karte) | Postamt                                     | | 094 76584          | Baudenkmal                       | Weitere Bilder                              |
| Bahnhofsring, Bahnhofstraße (Karte) | Friedhof                                    | Es ist ein Ehrenfriedhof für gefallene Soldaten der Roten Armee des Zweiten Weltkrieges. | 094 08053          | Baudenkmal                       | Friedhof                                    |
| Bahnhofstraße 2, 3, 4, 5, 6, 7, 8, 9, 10, 11, 12, 21, 22, 23, 24, 25, 26, 27, 28, 29 und weitere Häuser (Karte) | Stadtviertel                                | Parkviertel | 107 40137          | Denkmalbereich                   | Stadtviertel                                |
| Bahnhofstraße 6 (Karte) | Wohnhaus                                    | | 094 70272          | Baudenkmal                       | Wohnhaus                                    |
| Bahnhofstraße 7 (Karte) | Wohnhaus                                    | | 094 70274          | Baudenkmal                       | BW                                          |
| Bahnhofstraße 8 (Karte) | Wohnhaus                                    | | 094 70275          | Baudenkmal                       | Wohnhaus                                    |
| Bahnhofstraße 9 (Karte) | Wohnhaus                                    | | 094 70277          | Baudenkmal                       | Wohnhaus                                    |
| Bahnhofstraße 10 (Karte) | Wohnhaus                                    | | 094 70281          | Baudenkmal                       | BW                                          |
| Bahnhofstraße 11 (Karte) | Wohnhaus                                    | | 094 70313          | Baudenkmal                       | Wohnhaus                                    |
| Bahnhofstraße 13 (Karte) | Villa                                       | | 094 18004          | Baudenkmal                       | Villa                                       |
| Bahnhofstraße 14 (Karte) | Villa                                       | | 094 18005          | Baudenkmal                       | Villa                                       |
| Bahnhofstraße 15 (Karte) | Villa                                       | | 094 18006          | Baudenkmal                       | Villa                                       |
| Bahnhofstraße 21 (Karte) | Verwaltungsgebäude                          | | 094 75348          | Baudenkmal                       | Verwaltungsgebäude                          |
| Bahnhofstraße 22 (Karte) | Wohnhaus                                    | Inschrift über dem Eingang: ERNST WEBER.1889 | 094 70350          | Baudenkmal                       | Wohnhaus                                    |
| Bahnhofstraße 23 (Karte) | Wohnhaus                                    | | 094 75229          | Baudenkmal                       | Wohnhaus                                    |
| Bahnhofstraße 24 (Karte) | Wohnhaus                                    | | 094 75411          | Baudenkmal                       | Wohnhaus                                    |
| Bahnhofstraße 25 (Karte) | Wohnhaus                                    | | 094 75412          | Baudenkmal                       | Wohnhaus                                    |
| Bahnhofstraße 26 (Karte) | Wohnhaus                                    | | 094 70351          | Baudenkmal                       | Wohnhaus                                    |
| Bahnhofstraße 29 (Karte) | Bankgebäude                                 | Die Reichsbank befindet sich unweit des Stadtgrabens. | 107 40013          | Baudenkmal                       | BW                                          |
| Bahnhofstraße 32, Stadtgraben 7 (Karte) | Brauerei                                    | am Stadtgraben; Gemarkung Eisleben, Flur 10, Flurstück 1/246 und 1367 | 107 40100          | Baudenkmal                       | BW                                          |
| Bahnhofstraße, Friedensstraße, Obere Parkstraße, Siegfried-Berger-Weg, Untere Parkstraße (Karte) | Park                                        | Der Stadtpark befindet sich zwischen Bahnhof und Stadtpark-Viertel. | 107 40138          | Baudenkmal                       | Weitere Bilder                              |
| Breiter Weg 2, 3, 4, 5, 6, 7, 8, 9, 10 und weitere Häuser (Karte) | Straßenzug                                  | | 094 75360          | Denkmalbereich                   | BW                                          |
| Breiter Weg (Karte) | Denkmal                                     | Das Denkmal für den Kameraden Martin, eine Symbolfigur des Mansfelder Bergbaus, ist wahrscheinlich Sinnbild der Selbständigkeit der Neustadt. Es ist eine barocke Figur, sie stellt einen knienden Bergmann dar, dieser trägt eine zeitgenössische Tracht. In der rechten Hand befindet sich eine geschultere Hacke, in der linken Hand das Mansfelder Wappen. Die Figur steht auf einen Postament. Das Denkmal befindet sich gegenüber dem Rathaus der Neustadt, an der Einmündung der Braugasse. | 094 08080          | Baudenkmal                       | Weitere Bilder                              |
| Breiter Weg 15 (Karte) | Wohnhaus                                    | Das Haus an der Ecke zur Braugasse ist in zweigeschossiges, traufständiges Haus mit einem Krüppelwalmdach. Gegenüber steht das Rathaus. Erbaut wurde das Haus im 18. Jahrhundert. Das Haus hat fünf Achsen, der Eingang befindet sich rechts an der Ecke zur Braugasse. | 094 70408          | Baudenkmal                       | Wohnhaus                                    |
| Breiter Weg 20 (Karte) | Wohnhaus                                    | Das Haus ist ein zweigeschossiges, traufständiges Haus mit einem Mansarddach. Das Haus hat fünf Achsen, die mittlere Achse bildet ein Risalit mit einem Zwerchhaus mit einem Giebel. Erbaut wurde das Haus im 18. Jahrhundert. | 094 70410          | Baudenkmal                       | BW                                          |
| Breiter Weg 21 (Karte) | Wohnhaus                                    | Das Haus wurde im 18. Jahrhundert erbaut. Es ist ein zweigeschossiges, traufständiges Haus mit einem Mansarddach. Im ersten Geschoss befinden sich fünf Achsen, im Erdgeschoss zwei Achsen und ein Tordurchfahrt mit einem Rundbogen. | 094 70411          | Baudenkmal                       | BW                                          |
| Breiter Weg 26 (Karte) | Wohn- und Geschäftshaus                     | | 094 08149          | Baudenkmal                       | BW                                          |
| Breiter Weg 30 (Karte) | Gedenktafel                                 | Die Gedenktafel erinnert an die Mordopfer der Nationalsozialisten im Jahre 1933. Die Inschrift lautet: „Bei dem Überfall der Nazis am 12. Februar 1933 wurden hier die Antifaschisten Otto Helm, Walter Schneider, Hans Seidel erschlagen. Ihr Opfer mahnt uns zur Einheit“. | 094 08052          | Baudenkmal                       | Gedenktafel                                 |
| Breiter Weg 31 (Karte) | Wohnhaus                                    | | 094 70414          | Baudenkmal                       | BW                                          |
| Breiter Weg 32 (Karte) | Wohnhaus                                    | | 094 70415          | Baudenkmal                       | BW                                          |
| Breiter Weg 42 (Karte) | Hauszeichen                                 | Das Hauszeichen wurde 1785 erstellt, diese Jahreszahl befindet sich in dem Hauszeichen. Es ist ein Inschriftentafel aus Sandstein mit den Initialen „SK“, wahrscheinlich den Initialen des Bauherrns. Weiterer befinden sich auf der Tafel ein Schmuckband, ein Hufeisen und bergmännische Werkzeuge. Das Haus ist seit Bauzeit stark verändert worden. | 094 70358          | Baudenkmal                       | BW                                          |
| Breiter Weg 77 (Karte) | Wohnhaus                                    | | 094 70416          | Baudenkmal                       | BW                                          |
| Breiter Weg 81 (Karte) | Wohnhaus                                    | Das Haus wurde im späten 19. Jahrhundert im Stil der Gründerzeit erstellt. Es ist ein zweigeschossiges, traufständiges Haus mit einem Mansarddach. Links am Haus geht der Fußweg Kleine Borngasse zur Borngasse. Im Erdgeschoss befinden sich drei Fenster mit Segmentbogen, im Erdgeschoss vier Fenster im Stil der Spätklassizistieschen Stil. | 094 70418          | Baudenkmal                       | BW                                          |
| Breiter Weg 82 (Karte) | Gedenktafel                                 | Die Gedenktafel befindet sich an einem zweigeschossigen Putzbau aus dem 18. oder frühen 19. Jahrhundert. Die Gedenktafel erinnert an Elisabeth Schmidt. Die Inschrift lautet: „In diesem Haus erblickte / Elisabeth Schmidt / geb. Schneider, / die Schriftstellerin u. Bäckermeisterfrau / am 17. Oktober 1857 das Licht der Welt. / Treu dem Handwerk, das sie besungen, / treu der Mansfelder Heimat, die sie liebte, / starb sie, vom Leben hart geprüft, am 19. März 1920 in Leipzig. / Das dankbare deutsche Bäckerhandwerk 17. Oktober 1932“. | 094 08070          | Baudenkmal                       | Gedenktafel                                 |
| Breiter Weg 87 (Karte) | Wohnhaus                                    | | 094 70419          | Baudenkmal                       | BW                                          |
| Breiter Weg 89 (Karte) | Wohnhaus                                    | | 094 70420          | Baudenkmal                       | Wohnhaus                                    |
| Breiter Weg 90 (Karte) | Wohnhaus                                    | | 094 70421          | Baudenkmal                       | Wohnhaus                                    |
| Breiter Weg 91 (Karte) | Wohnhaus                                    | Das Wohnhaus wurde in der ersten Hälfte des 19. Jahrhunderts erbaut. Es ist ein zweigeschossiges Haus mit Satteldach, im Dach befinden sich zwei Gauben. | 094 70422          | Baudenkmal                       | Wohnhaus                                    |
| Breiter Weg 92 (Karte) | Wohnhaus                                    | Das Haus wurde im Jahr 1574 erbaut. Hier wohnte der Amtsschössers der Neustadt, Joachim Tempel. Es ist ein traufständiges, dreigeschossiges Haus mit sieben Achsen und einem Satteldach. Auffällig an der Fassade ist ein Erker, ein sogenannter Paradieserker, im dritten Geschoss mit einem Dreiecksgiebel. Der Erker ist geschmückt mit Reliefs und einer Darstellung der Vertreibung aus dem Paradies. Der Bildhauer des Erkers und der Reliefs war Hans Tonuttendrup. | 094 08150          | Baudenkmal                       | Wohnhaus                                    |
| Breiter Weg 93 (Karte) | Wohnhaus                                    | | 094 70424          | Baudenkmal                       | Wohnhaus                                    |
| Breiter Weg 94 (Karte) | Rathaus der Neustadt                        | Das Haus ist das ehemalige Rathaus der Neustadt, hier befand sich von 1849 bis 1852 das Land- und Stadtgericht. Es ist ein zweigeschossiger Bau mit einem Walmdach, darauf befindet sich ein Dachreiter mit einer Uhr. Das Portal im Stil der Renaissance wurde inschriftlich im Jahre 1580 erstellt. Das Haus ist eine Ruine (Juni 2015). | 094 08152          | Baudenkmal                       | Rathaus der Neustadt                        |
| Breiter Weg 96 (Karte) | Wohnhaus                                    | Das Haus wurde in der Mitte des 18. Jahrhunderts im Stil des Barocks erbaut. Es ist ein traufständiger, zweigeschossiger Bau mit einem Satteldach. Im Dach befinden sich zwei Gauben. | 094 70425          | Baudenkmal                       | Wohnhaus                                    |
| Breiter Weg 97 (Karte) | Wohnhaus                                    | Das Haus wurde um die Jahrhundertwende des 18./19. Jahrhundert erbaut. Es ist ein traufständiges, zweigeschossige Haus mit einem Satteldach. Es hat sechs Fensteraschsne. Im Erdgeschoss befindet sich links eine Toreinfahrt und in der Mitte eine Ladenlokal, beides je über zwei Achsen. | 094 70427          | Baudenkmal                       | Wohnhaus                                    |
| Breiter Weg 98 (Karte) | Wohnhaus                                    | Das Haus wurde im frühen 19. Jahrhundert erbaut. Es ist ein zweigeschossiges, traufständiges Haus mit einem Satteldach. Das Haus ist geprägt durch das vierachsige Zwerchhaus mit einem Dreiecksgiebel. | 094 70428          | Baudenkmal                       | Wohnhaus                                    |
| Breiter Weg 103 (Karte) | Wohn- und Geschäftshaus                     | Das wurde im späten 19. Jahrhundert erbaut. Es ist ein zweigeschossiges Haus mit drei Achsen. Im Mansarddach befinden sich zwei Gauben. Die Fassade ist mit einfachen Ziegeldekor geprägt. | 094 70429          | Baudenkmal                       | Wohn- und Geschäftshaus                     |
| Bucherstraße 12 (Karte) | Wohnhaus                                    | | 094 10183          | Baudenkmal                       | Wohnhaus                                    |
| Bucherstraße 13 (Karte) | Wohnhaus                                    | | 094 75460          | Baudenkmal                       | BW                                          |
| Bucherstraße 7a, Münzstraße 10 (Karte) | Münzstätte                                  | | 094 70385          | Baudenkmal                       | BW                                          |
| Bäckergasse 8 (Karte) | Speicher                                    | | 094 70279          | Baudenkmal                       | BW                                          |
| Carl-Eitz-Weg im Stadtpark (Karte) | Denkmal                                     | Das Denkmal im Stadtpark erinnert an den Akustiker und Musikpädagogen Carl Eitz, er starb am 18. April 1924 in Eisleben. Er erfand das Reinharmonium und war Begründer der Tonwortmethode. Das Denkmal ist ein Naturstein mit Inschrift, es erinnert an Carl Eitz. | 094 75395          | Baudenkmal                       | Denkmal                                     |
| Carl-Eitz-Weg im Stadtpark (Karte) | Friedhof                                    | Der sowjetische Soldatenfriedhof befindet sich im Stadtpark. Hier befinden sich 82 Gräber für Angehörige der Roten Armee. Auf den Gräbern befinden sich kleine Steine, auf den Steinen ist ein Sowjetstern aufgesetzt. Angelegt wurde der Soldatenfriedhof nach 1945. | 094 75387          | Baudenkmal                       | Friedhof                                    |
| Caspar-Güttel-Straße, nördlich der Altstadt (Karte) | Friedhof                                    | Gottesacker, Alter Friedhof, Kronenfriedhof, Camposanto | 094 75354          | Baudenkmal                       | BW                                          |
| Caspar-Güttel-Straße | Grabmal                                     | Das Grabmal auf dem alten Friedhof steht für den Geheimen Oberbergrat Ernst Leuschner. | 094 70378          | Baudenkmal                       |                                             |
| Clara-Zetkin-Straße 59 (Karte) | Wohnhaus                                    | | 094 76186          | Baudenkmal                       | BW                                          |
| Clara-Zetkin-Straße 60 (Karte) | Wohnhaus                                    | | 094 76187          | Baudenkmal                       | BW                                          |
| Clara-Zetkin-Straße 68 (Karte) | Villa                                       | | 094 75386          | Baudenkmal                       | Villa                                       |
| Freistraße 7 (Karte) | Wohnhaus                                    | | 094 70287          | Baudenkmal                       | BW                                          |
| Freistraße 16 (Karte) | Wohnhaus                                    | | 094 80305          | Baudenkmal                       | Wohnhaus                                    |
| Freistraße 21 (Karte) | Superintendentur                            | | 094 08171          | Baudenkmal                       | BW                                          |
| Freistraße 23 (Karte) | Wohnhaus                                    | | 094 75463          | Baudenkmal                       | BW                                          |
| Freistraße 25 (Karte) | Wohnhaus                                    | | 094 08172          | Baudenkmal                       | BW                                          |
| Freistraße 26 (Karte) | Wohnhaus                                    | | 094 08173          | Baudenkmal                       | BW                                          |
| Freistraße 27 (Karte) | Wohnhaus                                    | | 094 70357          | Baudenkmal                       | BW                                          |
| Freistraße 30 (Karte) | Wohnhaus                                    | Das Wohnhaus wurde Anfang des 17. Jahrhunderts erbaut. Es ist ein zweigeschossiges, traufständiges Wohnhaus mit einem Satteldach. Die Fenster sind in vier Gruppen gekuppelt. In der rechten Hälfte des Hauses befindet sich ein korbbögige Tordurchfahrt im Stil des Barockes. Im Dach befindet sich eine breite Gaube. | 094 08168          | Baudenkmal                       | BW                                          |
| Freistraße 53 (Karte) | Wohnhaus                                    | Das Haus wurde um 1900 im Stil niedersächsischer Fachwerkhäuser des 16. bis 18. Jahrhunderts erbaut. Es ist ein zweigeschossiger, traufständiger Bau mit einem Krüppelwalmdach, das Dachgeschoss ist ausgebaut. Das Erdgeschoss ist massiv erbaut worden, darüber befindet sich Fachwerk. Das Fachwerkgeschoss ist mit Dreieckselementen dekoriert. | 094 17457          | Baudenkmal                       | Wohnhaus                                    |
| Freistraße 72 (Karte) | Wohnhaus                                    | | 094 08169          | Baudenkmal                       | BW                                          |
| Freistraße 81 (Karte) | Wohnhaus                                    | | 094 75464          | Baudenkmal                       | BW                                          |
| Freistraße 86 (Karte) | Wohnhaus                                    | | 094 75396          | Baudenkmal                       | Wohnhaus                                    |
| Freistraße 98, 99 (Karte) | Wohn- und Geschäftshaus                     | | 094 75397          | Baudenkmal                       | Wohn- und Geschäftshaus                     |
| Friedensstraße 39, 40 (Karte) | Amtsgericht Eisleben                        | Gerichtsgebäude | 094 16311          | Baudenkmal                       | Amtsgericht Eisleben                        |
| Friedrich-Koenig-Straße, Ecke Wilhelm-Beinert-Straße (Karte) | Denkmal                                     | Das Denkmal erinnert an Friedrich Koenig (1774–1833), den Erfinder der Schnellpresse. Friedrich Koenig wurde in Eisleben geboren, aus diesem Grunde wurde das Denkmal von der Stadt Eisleben aufgestellt. Auf einem Granitpostament befindet sich eine Büste aus Bronze. Um das Denkmal befindet sich ein schmiedeeisernes Gitter. Der Bildhauer war Fritz Schaper. | 094 70301          | Baudenkmal                       | Denkmal                                     |
| Friedrich-Koenig-Straße 15, 16 (Karte) | Schule                                      | Oberschule Geschwister Scholl | 094 75349          | Baudenkmal                       | Schule                                      |
| Friedrich-Koenig-Straße 17 (Karte) | Wohnhaus                                    | | 094 75350          | Baudenkmal                       | BW                                          |
| Friedrich-Koenig-Straße 18 (Karte) | Wohnhaus                                    | | 094 15680          | Baudenkmal                       | BW                                          |
| Friedrich-Koenig-Straße 19 (Karte) | Wohnhaus                                    | | 094 75380          | Baudenkmal                       | BW                                          |
| Friedrich-Koenig-Straße 20 (Karte) | Wohnhaus                                    | | 094 75381          | Baudenkmal                       | BW                                          |
| Friedrich-Koenig-Straße 21 (Karte) | Villa                                       | | 094 75382          | Baudenkmal                       | BW                                          |
| Friedrich-Koenig-Straße 22 (Karte) | Villa                                       | | 094 75383          | Baudenkmal                       | Villa                                       |
| Geiststraße 2 (Karte) | Schule                                      | Die Bergschule wurde 1798 gegründet, das heutige Gebäude wurde von 1901 bis 1903 erbaut. | 094 16309          | Baudenkmal                       | Schule                                      |
| Gerbstedter Chaussee 8 (Karte) | Villa                                       | | 107 40001          | Baudenkmal                       | BW                                          |
| Glockenstraße 8 (Karte) | Wohn- und Geschäftshaus                     | | 094 75465          | Baudenkmal                       | Wohn- und Geschäftshaus                     |
| Glockenstraße 11 (Karte) | Wohnhaus                                    | | 094 75466          | Baudenkmal                       | Wohnhaus                                    |
| Glockenstraße 14 (Karte) | Wohnhaus                                    | | 094 75375          | Baudenkmal                       | Wohnhaus                                    |
| Glockenstraße 15 (Karte) | Wohnhaus                                    | | 094 08231          | Baudenkmal                       | Wohnhaus                                    |
| Glockenstraße 17 (Karte) | Wohnhaus                                    | | 094 75467          | Baudenkmal                       | Wohnhaus                                    |
| Glockenstraße 19 (Karte) | Wohn- und Geschäftshaus                     | | 094 08232          | Baudenkmal                       | BW                                          |
| Grabenstraße zwischen Michelsberg, Klippe bis Bahnhofstraße (Karte) | Uferbefestigung                             | Die Einfassung der Bösen Sieben wurde zu Beginn des 19. Jahrhunderts erbaut. | 094 08213          | Baudenkmal                       | Uferbefestigung                             |
| Grabenstraße 40, 41, 42 (Karte) | Schule                                      | | 094 70280          | Baudenkmal                       | Schule                                      |
| Grabenstraße 70 (Karte) | Wohnhaus                                    | abgerissen | 094 75469          | Baudenkmal                       | BW                                          |
| Grösslerstraße 1 (Karte) | Wohnhaus                                    | | 094 18000          | Baudenkmal                       | Wohnhaus                                    |
| Hallesche Straße 1, 2, 3, 4, 5, 6, 7, 8, 9, 10, 11, 12, 13, 14, 15, 16, 17, 18, 19, 20, 21, 22, 23, 24, 25, 26, 27, 28 (Karte) | Straßenzug                                  | | 094 75518          | Denkmalbereich                   | Straßenzug                                  |
| Hallesche Straße 2, neben Luther-Geburtshaus-Ensemble (Karte) | Wohn- und Geschäftshaus                     | | 107 40132          | Baudenkmal                       | Wohn- und Geschäftshaus                     |
| Hallesche Straße 38 (Karte) | Hospital                                    | | 094 08121          | Baudenkmal                       | Hospital                                    |
| Hallesche Straße 42 (Karte) | Villa                                       | | 094 75369          | Baudenkmal                       | BW                                          |
| Hallesche Straße 45 (Karte) | Wohnhaus                                    | | 094 75368          | Baudenkmal                       | Wohnhaus                                    |
| Hallesche Straße 52, 54 (Karte) | Wohnhaus                                    | | 094 75366          | Baudenkmal                       | BW                                          |
| Hallesche Straße 57 (Karte) | Wohnhaus                                    | | 094 75367          | Baudenkmal                       | BW                                          |
| Hallesche Straße 59 (Karte) | Wohnhaus                                    | | 094 75365          | Baudenkmal                       | Wohnhaus                                    |
| Hallesche Straße 61 (Karte) | Wohnhaus                                    | | 094 75364          | Baudenkmal                       | BW                                          |
| Hallesche Straße 63 (Karte) | Wohnhaus                                    | | 094 75363          | Baudenkmal                       | BW                                          |
| Hallesche Straße 90, 92 (Karte) | Villa                                       | Das Haus steht an der Ecke Rathenaustraße. | 094 70401          | Baudenkmal                       | BW                                          |
| Helbraer Straße (Karte) | Haldenlandschaft                            | Halden Max-Lademann-Schacht (Clotilde-Schacht) | 094 10181          | Baudenkmal                       | BW                                          |
| Hinterm Geiststift (Karte) | Kapelle                                     | Kapelle des Heilig-Geist-Stifts, 1882 abgebrochen und 1885 als neugotisches Bauwerk neugebaut | 094 70386          | Baudenkmal                       | Kapelle                                     |
| Hohetorstraße 6 (Karte) | Wohnhaus                                    | | 094 70436          | Baudenkmal                       | BW                                          |
| Hohetorstraße 7 (Karte) | Wohnhaus                                    | | 094 75470          | Baudenkmal                       | BW                                          |
| Hohetorstraße 9 (Karte) | Wohnhaus                                    | | 094 08122          | Baudenkmal                       | BW                                          |
| Jüdenhof 2 (Karte) | Wohnhaus                                    | | 094 75472          | Baudenkmal                       | BW                                          |
| Karl-Rühlemann-Platz 1 (Karte) | Schule                                      | | 094 17598          | Baudenkmal                       | Schule                                      |
| Karl-Rühlemann-Platz 6 (Karte) | Rektorat                                    | | 094 08161          | Baudenkmal                       | Rektorat                                    |
| Katharinenstraße 1a (Karte) | Schule                                      | Katharinenschule | 094 17212          | Baudenkmal                       | Schule                                      |
| Klosterplatz | Mauer                                       | | 094 08112          | Baudenkmal                       |                                             |
| Klosterplatz (Karte) | Toilettenhaus                               | Das Toilettenhaus wurde um 1915 im Heimatschutzstil erbaut. Das Haus prägt den heutigen Busbahnhof. | 094 76582          | Baudenkmal                       | Toilettenhaus                               |
| Klosterplatz 21 (Karte) | Wohnhaus                                    | | 094 70396          | Baudenkmal                       | BW                                          |
| Klosterplatz 36, 37 (Karte) | Kirche                                      | Die Kirche St. Gertrud wurde ab 1914 auf dem Gebiet des ehemaligen Klosters Neuen-Helfa erbaut. Die Architekten waren Ludwig Becker und Anton Falkowski aus Mainz. Der Bau im neogotischen Stil ist eine dreischiffige Kirche mit einem breiten Westturm. Der Turm trägt ein Spitzhelm, der mehrmals gebrochen ist. Die Ausstattung im Inneren ist verloren gegangen. | 094 75416          | Baudenkmal                       | Weitere Bilder                              |
| Klosterstraße 10 (Karte) | Wohnhaus Klosterstraße 10                   | Wohnhaus, 2019 als Denkmal ausgewiesen. | 107 40158          | Baudenkmal                       | BW                                          |
| Klosterstraße 10 (Karte) | Stadtbefestigung                            | Die Stadtbefestigung befindet sich im Hof. | 094 70384          | Baudenkmal                       | BW                                          |
| Klosterstraße 11 (Karte) | Wohnhaus                                    | | 094 08153          | Baudenkmal                       | Wohnhaus                                    |
| Klosterstraße 12 (Karte) | Wohnhaus                                    | | 094 08154          | Baudenkmal                       | BW                                          |
| Klosterstraße 15 (Karte) | Wohnhaus                                    | | 094 70392          | Baudenkmal                       | Wohnhaus                                    |
| Klosterstraße 23 (Karte) | Wohnhaus                                    | | 094 70397          | Baudenkmal                       | Wohnhaus                                    |
| Klosterstraße 25 (Karte) | Wohnhaus                                    | | 094 08155          | Baudenkmal                       | Wohnhaus                                    |
| Klosterstraße 28 (Karte) | Wohnhaus                                    | | 094 75475          | Baudenkmal                       | BW                                          |
| Landwehr 1 (Karte) | Villa                                       | | 094 17997          | Baudenkmal                       | Villa                                       |
| Landwehr 2 (Karte) | Wohnhaus                                    | | 094 18023          | Baudenkmal                       | Wohnhaus                                    |
| Landwehr 3 (Karte) | Wohnhaus                                    | | 094 17999          | Baudenkmal                       | Wohnhaus                                    |
| Lindenallee 1 (Karte) | Gasthof                                     | | 094 08126          | Baudenkmal                       | BW                                          |
| Lindenallee 1a (Karte) | Wohnhaus                                    | | 094 75476          | Baudenkmal                       | Wohnhaus                                    |
| Lindenallee 2 (Karte) | Wohn- und Geschäftshaus                     | ehemalige Central-Halle (Kino) | 094 70370          | Baudenkmal                       | Wohn- und Geschäftshaus                     |
| Lindenallee 12, gegenüber der Kreisverwaltung (Karte) | Wohnhaus                                    | | 107 40133          | Baudenkmal                       | Wohnhaus                                    |
| Lindenallee 18, 19, 20, 21 (Karte) | Häusergruppe                                | | 094 75393          | Baudenkmal                       | Häusergruppe                                |
| Lindenallee 22 (Karte) | Wohnhaus                                    | | 094 70468          | Baudenkmal                       | Wohnhaus                                    |
| Lindenallee 23 (Karte) | Wohnhaus                                    | | 094 70469          | Baudenkmal                       | Wohnhaus                                    |
| Lindenallee 24 (Karte) | Wohnhaus                                    | | 094 70470          | Baudenkmal                       | Wohnhaus                                    |
| Lindenallee 25 (Karte) | Villa                                       | | 094 70471          | Baudenkmal                       | Villa                                       |
| Lindenallee 52 (Karte) | Wohnhaus                                    | | 094 76583          | Baudenkmal                       | Wohnhaus                                    |
| Lindenallee 54, hinter der Kreisverwaltung (Karte) | Gartenhaus                                  | Das Gartenhaus wurde um 1820 erbaut, es wurde an die mittelalterliche Stadtmauer angebaut. Es ist ein eingeschossiger Putzbau mit einem Walmdach. Das Haus hat drei Achsen, in der Mitte befindet sich der Eingang. Eingang und Fenster haben Spitzbogen im Stil der Gotik. | 094 70372          | Baudenkmal                       | BW                                          |
| Lindenallee 55, 56 (Karte) | Stadtbefestigung                            | Die Stadtbefestigung befindet sich im Hof. | 094 70383          | Baudenkmal                       | BW                                          |
| Lindenallee 55, 56, 57 (Karte) | Verwaltungsgebäude                          | | 094 10242          | Baudenkmal                       | Verwaltungsgebäude                          |
| Lutherstraße 15, 16 (Karte) | Gedenkstätte                                | Zu diesem Denkmal gehört das Geburtshaus Martin Luthers (Lutherstraße 16), die Armenschule (Lutherstraße 15) und die Freiflächen mit einer Lutherbüste. Das Geburtshaus wurde in der Spätgotik erbaut. Es ist ein zweigeschossiger Bau mit einem Satteldach. Über dem Portal befindet sich eine Büste von Martin Luther wurde 1693 aufgestellt. Eine Pergola wurde auf Anregung von Friedrich August Stüler aufgestellt. Die Eisenbüste an der Ecke zur Seminarstraße wurde 1817 aufgestellt. Seit 1996 gehört das Haus zum UNESCO-Welterbe. | 094 08042          | Baudenkmal                       | Weitere Bilder                              |
| Lutherstraße 19 (Karte) | Gasthof                                     | Die Gaststätte „Zur Alten Post“ oder „Lutherschenke“ wurde im Jahre 1714 erbaut. Das Haus hat zwei Geschosse und 12 Achsen. Die vier mittleren Achsen bilden einen dreigeschossigen Risalit mit einem Giebel. An der rechten Seite befindet sich eine Tordurchfahrt. | 094 70423          | Baudenkmal                       | Gasthof                                     |
| Lutherstraße 22 (Karte) | Wohnhaus                                    | Das Haus hat drei Geschosse und ein traufständiges Satteldach. Erbaut wurde das Haus im 17. Jahrhundert, es ist aber möglicherweise älter. Im Erdgeschoss befinden sich zwei verbundene Fenster und rechts er Eingang. Im ersten Stock befinden sich zwei Fenster, im zweiten Geschoss drei Fenster. | 094 75477          | Baudenkmal                       | Wohnhaus                                    |
| Lutherstraße 24 (Karte) | Wohnhaus                                    | Das Haus hat zwei Geschosse und ein traufständiges Satteldach. Auf dem Dach befindet sich ein Zwerchhaus mit zwei Fenstern und ein Oculus. Rechts und links vom Zwerchhaus befinden sich zwei Gauben. Rechts befindet sich eine Toreinfahrt mit Sitznischen. Erbaut wurde das Haus im 16. Jahrhundert. | 094 08124          | Baudenkmal                       | Wohnhaus                                    |
| Lutherstraße 25 (Karte) | Synagoge                                    | Das Haus wurde im Jahre 1850 erbaut, Reste aus einem Vorgängerbaues wurde bei dem Bau verwendet. Es diente der 1812 gegründeten jüdischen Gemeinde als Synagoge. Es ist ein traufständiges Haus mit einem Satteldach und zwei Geschossen. Im oberen Geschoss befindet sich ein Betsaal mit hohen Rundbogenfenstern. Im Erdgeschoss waren Wohnungen für den Lehrer und den Kantor. | 094 15682          | Baudenkmal                       | Weitere Bilder                              |
| Lutherstraße 26 (Karte) | Wohnhaus                                    | | 094 70356          | Baudenkmal                       | Wohnhaus                                    |
| Lutherstraße 27 (Karte) | Wohnhaus                                    | | 094 08125          | Baudenkmal                       | Wohnhaus                                    |
| Lutherstraße 32, 33 (Karte) | Wohnhaus                                    | | 094 70332          | Baudenkmal                       | Wohnhaus                                    |
| Lutherstraße 34 (Karte) | Wohnhaus                                    | | 094 75479          | Baudenkmal                       | Wohnhaus                                    |
| Magdeburger Straße (Karte) | Friedhof                                    | | 094 70361          | Baudenkmal                       | BW                                          |
| Magdeburger Straße, nördlich des städtischen Friedhofs (Karte) | Friedhof                                    | Der jüdische Friedhof wurde 1877 als separater Begräbnisplatz der jüdischen Gemeinde angelegt. Die ältesten Grabsteine stammen aus dieser Zeit. Auf dem Gelände befindet sich auch eine Gedenkstätte für 40 polnische Zwangsarbeiter, die im Zweiten Weltkrieg oder kurz danach gestorben sind. | 094 75361          | Baudenkmal                       | BW                                          |
| Markt (Karte) | Denkmal                                     | Das Luther-Denkmal in der Mitte des Marktes wurde 1882 aufgestellt. Der Bildhauer war Rudolf Siemering aus Berlin. Es ist ein Bronzestandbild auf einem Granitsockel, Martin Luther hält eine Bibel und eine Bannbulle in der Hand. | 094 70276          | Baudenkmal                       | Weitere Bilder                              |
| Markt 1 (Karte) | Rathaus                                     | | 094 08108          | Baudenkmal                       | Weitere Bilder                              |
| Markt 5 (Karte) | Wohn- und Geschäftshaus                     | | 094 08127          | Baudenkmal                       | Wohn- und Geschäftshaus                     |
| Markt 6 (Karte) | Wohn- und Geschäftshaus                     | | 094 08128          | Baudenkmal                       | Wohn- und Geschäftshaus                     |
| Markt 7 (Karte) | Wohn- und Geschäftshaus                     | | 094 08129          | Baudenkmal                       | Wohn- und Geschäftshaus                     |
| Markt 8 (Karte) | Wohn- und Geschäftshaus                     | | 094 08131          | Baudenkmal                       | Wohn- und Geschäftshaus                     |
| Markt 9 (Karte) | Kaufhaus                                    | Kaufhaus am Markt | 094 75417          | Baudenkmal                       | Kaufhaus                                    |
| Markt 10 (Karte) | Wohnhaus                                    | | 094 70367          | Baudenkmal                       | Wohnhaus                                    |
| Markt 11 (Karte) | Wohn- und Geschäftshaus                     | | 094 08132          | Baudenkmal                       | BW                                          |
| Markt 12 (Karte) | Wohn- und Geschäftshaus                     | | 094 75418          | Baudenkmal                       | Wohn- und Geschäftshaus                     |
| Markt 13 (Karte) | Wohn- und Geschäftshaus                     | | 094 08133          | Baudenkmal                       | Wohn- und Geschäftshaus                     |
| Markt 14 (Karte) | Wohn- und Geschäftshaus                     | | 094 08134          | Baudenkmal                       | BW                                          |
| Markt 15 (Karte) | Wohn- und Geschäftshaus                     | | 094 75422          | Baudenkmal                       | Wohn- und Geschäftshaus                     |
| Markt 16 (Karte) | Wohn- und Geschäftshaus                     | | 094 75423          | Baudenkmal                       | Wohn- und Geschäftshaus                     |
| Markt 17 (Karte) | Wohn- und Geschäftshaus                     | | 094 75424          | Baudenkmal                       | Wohn- und Geschäftshaus                     |
| Markt 18 (Karte) | Wohn- und Geschäftshaus                     | Das Wohn- und Geschäftshaus wurde 1625 erbaut. Es ist ein zweigeschossiges Haus mit einem Satteldach und einem Zwerchhaus. Es ist der Abschluss des Marktplatzes und liegt an der Ecke zur Freistraße. Im Hof befindet sich ein Sitznischenportal. | 094 08136          | Baudenkmal                       | Wohn- und Geschäftshaus                     |
| Markt 19 (Karte) | Wohn- und Geschäftshaus                     | | 094 75425          | Baudenkmal                       | BW                                          |
| Markt 21 (Karte) | Wohn- und Geschäftshaus                     | | 094 08234          | Baudenkmal                       | Wohn- und Geschäftshaus                     |
| Markt 22 (Karte) | Waage                                       | Die ehemalige Alte Waage begrenzt den Markt zur Ostseite hin. Über dem hohen Erdgeschoss befinden sich zwei Obergeschosse und ein Mezzanin. Die drei mittleren der elf Achsen bilden ein Risalit, dieser hat eine Dreiecksbekronung. Obwohl das Haus im Kern aus dem 16. Jahrhundert ist, wurde es um 1840 erbaut. | 094 08138          | Baudenkmal                       | Weitere Bilder                              |
| Markt 23 (Karte) | Wohn- und Geschäftshaus                     | | 094 08139          | Baudenkmal                       | Wohn- und Geschäftshaus                     |
| Markt 24 (Karte) | Wohn- und Geschäftshaus                     | | 094 75427          | Baudenkmal                       | BW                                          |
| Markt 25 (Karte) | Wohn- und Geschäftshaus                     | | 094 75428          | Baudenkmal                       | Wohn- und Geschäftshaus                     |
| Markt 26 (Karte) | Wohn- und Geschäftshaus                     | | 094 75429          | Baudenkmal                       | Wohn- und Geschäftshaus                     |
| Markt 29 (Karte) | Wohnhaus                                    | | 094 75426          | Baudenkmal                       | BW                                          |
| Markt 29, Schlossplatz (Karte) | Kasino                                      | Kasino 2020 als Denkmal eingetragen | 107 40163          | Baudenkmal                       | BW                                          |
| Markt 30 (Karte) | Hotel                                       | Das Hotel „Goldener Löwe“ wurde in der Mitte des 18. Jahrhunderts erbaut. Es ist ein zweigeschossiges, traufständiges Haus mit zehn Achsen. Die Tordurchfahrt mit Rundbogen ist durch Pilaster und Kartuschenfelder betont. | 094 08140          | Baudenkmal                       | BW                                          |
| Markt 31 (Karte) | Wohn- und Geschäftshaus                     | | 094 75432          | Baudenkmal                       | BW                                          |
| Markt 33 (Karte) | Wohn- und Geschäftshaus                     | | 094 08141          | Baudenkmal                       | Wohn- und Geschäftshaus                     |
| Markt 34 (Karte) | [[Markt 34 (Eisleben)\|Palais]]             | Das Stadtschloss oder Palais wurde nach 1501 erbaut, erstmals erwähnt wurde es im Jahre 1554. Es war der ehemalige Stadtsitz der Grafen von Mansfeld-Mittelort. Nach dem Stadtbrand 1601 wurde das Haus wieder aufgebaut, die Linie Mittelort war inzwischen ausgestorben. Es war ab dem Wiederaufbau das Amtsgebäude des kursächsischen Rentmeisters. Ab 1817 befand sich hier die Mohren-Apotheke. Das Haus hat drei Geschosse, fünfzehn Achsen und ein Satteldach. Die Fassade ist schlicht gehalten. | 094 08142          | Baudenkmal                       | Palais                                      |
| Markt 34, im Hof (Karte) | Stadtbefestigung                            | | 094 70382          | Baudenkmal                       | Stadtbefestigung                            |
| Markt 35 (Karte) | Wohn- und Geschäftshaus                     | | 094 75434          | Baudenkmal                       | Wohn- und Geschäftshaus                     |
| Markt 36 (Karte) | Wohn- und Geschäftshaus                     | | 094 75435          | Baudenkmal                       | BW                                          |
| Markt 37 (Karte) | Wohn- und Geschäftshaus                     | | 094 75448          | Baudenkmal                       | Wohn- und Geschäftshaus                     |
| Markt 39 (Karte) | Wohn- und Geschäftshaus                     | | 094 75437          | Baudenkmal                       | Wohn- und Geschäftshaus                     |
| Markt 40 (Karte) | Wohn- und Geschäftshaus                     | | 094 75438          | Baudenkmal                       | Wohn- und Geschäftshaus                     |
| Markt 41 (Karte) | Wohn- und Geschäftshaus                     | | 094 75439          | Baudenkmal                       | Wohn- und Geschäftshaus                     |
| Markt 42 (Karte) | Wohn- und Geschäftshaus                     | | 094 75440          | Baudenkmal                       | Wohn- und Geschäftshaus                     |
| Markt 43 (Karte) | Wohn- und Geschäftshaus                     | | 094 75441          | Baudenkmal                       | Wohn- und Geschäftshaus                     |
| Markt 45 (Karte) | Wohn- und Geschäftshaus                     | | 094 08143          | Baudenkmal                       | BW                                          |
| Markt 47 (Karte) | Wohn- und Geschäftshaus                     | | 094 08233          | Baudenkmal                       | Wohn- und Geschäftshaus                     |
| Markt 48 (Karte) | Wohn- und Geschäftshaus                     | | 094 75084          | Baudenkmal                       | Wohn- und Geschäftshaus                     |
| Markt 49 (Karte) | Wohn- und Geschäftshaus                     | | 094 08144          | Baudenkmal                       | Wohn- und Geschäftshaus                     |
| Markt 51 (Karte) | Wohn- und Geschäftshaus                     | | 094 75444          | Baudenkmal                       | Wohn- und Geschäftshaus                     |
| Markt 55 (Karte) | Wohnhaus                                    | | 094 75447          | Baudenkmal                       | Wohnhaus                                    |
| Markt 56 (Karte) | Palais                                      | Das Haus wird wie das Haus Markt 34 Stadtschloss genannt. In einem Vorgängerbau starb Martin Luther. Bei dem Stadtbrand 1689 brannte das in der ersten Hälfte des 16. Jahrhunderts erbaute Haus ab, im Jahre 1707 wurde es neu aufgebaut. 1839 wurde es erneut umgebaut, um 1900 erfolgte ein weitläufiger Anbau. Es ist ein dreigeschossiger, traufständiger Putzbau mit einem Satteldach. Im Dach befinden sich drei Reihen Gauben. Hier befand sich der Stadtsitz der Grafen von Mansfeld-Vorderort, davor bis 1498 lebte hier die Familie Rinck. Ab 1839 befand sich hier die Mansfelder Bergbaugesellschaft, ab Ende des 19. Jahrhunderts die Mansfeld AG und von 1950 bis 1989 das Mansfeld-Kombinat. Heute befindet sich hier ein Hotel. | 094 08146          | Baudenkmal                       | Palais                                      |
| Markt 57, Rathausstraße 9, 10 (Karte) | Geschäftshaus                               | In diesem Haus befand sich wie im Haus Markt 56 ab dem Ende des 19. Jahrhunderts die Mansfeld AG. Erbaut wurde das Haus um 1600, nach dem Stadtbrand im Jahre 1698 wurde es um 1700 wieder aufgebaut. Um 1900 wurde das Haus um den Anbau Rathausstraße 9/10 erweitert. | 094 08147          | Baudenkmal                       | Geschäftshaus                               |
| Markt 58 (Karte) | Palais                                      | Stadtschloss | 094 17909          | Baudenkmal                       | Palais                                      |
| Mittelreihe, Grünfläche (Karte) | Brunnen                                     | | 107 40134          | Baudenkmal                       | BW                                          |
| Münzstraße 12 (Karte) | Pfarrhaus                                   | Zugang auch über Andreaskirchplatz 12 | 107 40135          | Baudenkmal                       | BW                                          |
| Nicolaikirchplatz 1 (Karte) | Kirche                                      | Die Kirche St. Nikolai wurde um 1426 erbaut, davor stand hier eine Kapelle. Sie befindet sich nördlich des Marktes in der Nikolaivorstadt. Es ist eine dreischiffige Hallenkirche im Stil der Spätgotik mit einem Satteldach und einem Westturm. Der Westturm trägt einen Spitzhelm, dieser Turm wurde laut einer Inschrift im Jahre 1462 erbaut. Über dem polygonen Chorschluss befindet sich ein Dachreiter. Im Jahre 1972 wurde das Gotteshaus aufgegeben, das Sakramenthaus aus dem Jahre 1426, die Taufe und der Schnitzaltar, beides aus dem Jahre 1520, wurden in die Kirche St. Peter und Paul gebracht. Die Orgel aus dem Jahr 1854 befindet sich jetzt in der Kirche in Artern/Thüringen.                                             | 094 75357          | Baudenkmal                       | Weitere Bilder                              |
| Nikolaikirchplatz 8 (Karte) | Schule                                      | | 094 75481          | Baudenkmal                       | Schule                                      |
| Nikolaistraße 28 (Karte) | Wohnhaus                                    | | 094 75482          | Baudenkmal                       | BW                                          |
| Nikolaistraße 30 (Karte) | Kirche                                      | | 094 70303          | Baudenkmal                       | Kirche                                      |
| Obere Parkstraße, Kreuzung Wilhelm-Beinert-Straße (Karte) | Denkmal                                     | Das Denkmal wurde 1903 für den Geheimen Oberbergrat und Hüttendirektor Ernst Leuschner errichtet. | 107 40141          | Baudenkmal                       | Weitere Bilder                              |
| Obere Parkstraße, Ecke Bahnhofstraße (Karte) | Gedenkstätte                                | Die Gedenkstätte erinnert an die Gefallenen des Ersten Weltkrieges. Am Eingang befindet sich ein Potalbau in Form eines Triumphbogens. | 094 70284          | Baudenkmal                       | Gedenkstätte                                |
| Obere Parkstraße (Karte) | Kiosk                                       | Ecke Bahnhofstraße | 094 70285          | Baudenkmal                       | Kiosk                                       |
| Obere Parkstraße 1 (Karte) | Villa                                       | | 094 70359          | Baudenkmal                       | BW                                          |
| Obere Parkstraße 2 (Karte) | Wohnhaus                                    | | 094 18010          | Baudenkmal                       | BW                                          |
| Obere Parkstraße 3 (Karte) | Wohnhaus                                    | | 094 18011          | Baudenkmal                       | BW                                          |
| Obere Parkstraße 6 (Karte) | Wohnhaus                                    | | 094 70360          | Baudenkmal                       | BW                                          |
| Obere Parkstraße 7 (Karte) | Wohnhaus                                    | | 094 18013          | Baudenkmal                       | BW                                          |
| Obere Parkstraße 8 (Karte) | Wohnhaus                                    | | 094 18014          | Baudenkmal                       | BW                                          |
| Petrikirchplatz 1 (Karte) | Kirche                                      | St. Peter und Paul | 094 75483          | Baudenkmal                       | Weitere Bilder                              |
| Petrikirchplatz 22, 23 (Karte) | Pfarrhaus                                   | | 094 70264          | Baudenkmal                       | Pfarrhaus                                   |
| Petrikirchplatz 24 (Karte) | Pfarrhaus                                   | | 094 08156          | Baudenkmal                       | Pfarrhaus                                   |
| Petristraße 1 (Karte) | Wohnhaus                                    | | 094 75484          | Baudenkmal                       | Wohnhaus                                    |
| Petristraße 1a (Karte) | Wohnhaus                                    | | 094 70444          | Baudenkmal                       | BW                                          |
| Petristraße 9 (Karte) | Keller                                      | Der Keller liegt im Flur 10, Flurstück 1/61. Erbaut wurde das Haus und der Keller im 15./16. Jahrhundert, das Haus wurde 2004 abgerissen. Dieses Haus war ein Gartenlokal aus dem 19. Jahrhundert. | 094 75486          | Baudenkmal                       | BW                                          |
| Petristraße 11 (Karte) | Wohnhaus                                    | Das Haus im Flur 10, Flurstück 697 wurde im frühen 18. Jahrhundert erbaut. Es ist ein zweigeschossiges, traufständiges Haus mit einem Satteldach. Rechts in der Häuserfassade befindet sich eine hohe Toreinfahrt mit einem Rundbogen. | 094 75487          | Baudenkmal                       | Wohnhaus                                    |
| Plan (Karte) | Denkmal                                     | Hier stand das „Lenin-Standbild“ bis 1991. Im Jahre 1925 wurde das Denkmal von Matwei Genrichowitsch Maniser zum Gedenken an Lenin erstellt und 1926 in der UdSSR in Puschkin aufgestellt. 1943 wurde das Denkmal von den Nationalsozialisten abgebaut und nach Eisleben gebracht, entgegen der Planung aber nicht eingeschmolzen. 1945 wurde es auf einem heute nicht mehr vorhandenen Sockel auf dem Platz aufgestellt. Heute steht die Statue in Berlin im Deutschen Historischen Museum. | 094 08044          | Baudenkmal                       | Denkmal                                     |
| Plan 1 (Karte) | Wohn- und Geschäftshaus                     | | 094 75489          | Baudenkmal                       | Wohn- und Geschäftshaus                     |
| Plan 2 (Karte) | Wohn- und Geschäftshaus                     | | 094 08118          | Baudenkmal                       | Wohn- und Geschäftshaus                     |
| Plan 3 (Karte) | Wohn- und Geschäftshaus                     | | 094 08119          | Baudenkmal                       | Wohn- und Geschäftshaus                     |
| Plan 5 (Karte) | Wohnhaus                                    | | 094 75507          | Baudenkmal                       | BW                                          |
| Plan 6 (Karte) | Gasthof                                     | „Goldenes Schiff“ | 094 75508          | Baudenkmal                       | BW                                          |
| Plan 7 (Karte) | Wohnhaus                                    | Das Haus wurde im 17./18. Jahrhundert erbaut und im 19./20. Jahrhundert umgebaut. Es ist ein traufständiges, zweigeschossiges Haus mit einem Satteldach. Das Haus hat zehn Achsen, der Eingang ist asymmetrisch ab der vierten Achsen von links und erstreckt sich über drei Achsen. Auf dem Dach befinden sich Schleppgauben. | 094 75509          | Baudenkmal                       | BW                                          |
| Plan 13 (Karte) | Wohn- und Geschäftshaus                     | Das ehemalige „Café Zentral“ wurde um 1879 erbaut. Es ist ein zweigeschossiges, traufständiges Haus mit einem Satteldach. Die Breite des Hauses beträgt neun Achsen, in der Mitte befindet sich der Eingang. An den Seiten befinden sich drei Achsen breite Risalite. | 094 75490          | Baudenkmal                       | Wohn- und Geschäftshaus                     |
| Poststraße | Stadtbefestigung                            | Stadtmauer | 094 75430          | Baudenkmal                       |                                             |
| Poststraße 1, 1a (Karte) | Villa                                       | | 094 75491          | Baudenkmal                       | Villa                                       |
| Querfurter Straße 12 (Karte) | Schule                                      | Berufsschulkomplex der Mansfeld AG | 094 75492          | Baudenkmal                       | BW                                          |
| Rammberg, Vordere Siebenhitze (Karte) | Friedhof                                    | Die jüdische Gemeinde Eisleben wurde 1812 gegründet. Belegt wurde der Friedhof bis 1877, abda wurde der Friedhof an der Magdeburger Straße genutzt. Zur Zeit des Dritten Reiches wurde der Friedhof als Schulgarten genutzt, danach war er Teil einer Gartenanlage. Etwa 30 Grabsteine sind erhalten. Diese befinden sich innerhalb einer Einfriedung. | 107 40024          | Baudenkmal                       | BW                                          |
| Rammtorstraße 1 (Karte) | Wohnhaus                                    | | 094 75493          | Baudenkmal                       | Wohnhaus                                    |
| Rammtorstraße 2 (Karte) | Wohnhaus                                    | | 094 08157          | Baudenkmal                       | Wohnhaus                                    |
| Rammtorstraße 3 (Karte) | Wohnhaus                                    | | 094 75494          | Baudenkmal                       | Wohnhaus                                    |
| Rammtorstraße 4 (Karte) | Wohnhaus                                    | | 094 75495          | Baudenkmal                       | Wohnhaus                                    |
| Rammtorstraße 6 (Karte) | Wohnhaus                                    | | 094 75496          | Baudenkmal                       | Wohnhaus                                    |
| Rammtorstraße 7 (Karte) | Wohnhaus                                    | | 094 75497          | Baudenkmal                       | Wohnhaus                                    |
| Rammtorstraße 8 (Karte) | Wohnhaus                                    | | 094 08158          | Baudenkmal                       | Wohnhaus                                    |
| Rammtorstraße 9 (Karte) | Wohnhaus                                    | Das Haus ist ein traufständiges, zweigeschossiges Haus mit einem Satteldach. | 094 08159          | Baudenkmal                       | Wohnhaus                                    |
| Rammtorstraße 10 (Karte) | Wohnhaus                                    | Das Haus wurde im 17. Jahrhundert erbaut. Auffällig am Haus ist die abgeknickte Fassade, hier befindet sich über zwei Achsen die rundbogige Toreinfahrt. Rechts der Einfahrt befinden sich weitere vier Achsen, das Dach ist ein traufständiges Satteldach. | 094 75499          | Baudenkmal                       | Wohnhaus                                    |
| Rammtorstraße 33, 34 (Karte) | Verwaltungsgebäude                          | Verwaltung des Mansfelder Knappschaftsvereins und der Knappschaftskasse | 094 75324          | Baudenkmal                       | BW                                          |
| Rammtorstraße 43 (Karte) | Laden                                       | | 094 76570          | Baudenkmal                       | Laden                                       |
| Rathausstraße 1 (Karte) | Wohnhaus                                    | | 094 75506          | Baudenkmal                       | BW                                          |
| Rathausstraße 5 (Karte) | Wohnhaus                                    | | 094 75501          | Baudenkmal                       | BW                                          |
| Rohrbornstraße 13, 14 (Karte) | Relief                                      | | 094 75394          | Baudenkmal                       | BW                                          |
| Sangerhäuser Straße (Karte) | Plümicke-Stein                              | Denkmal, am 15. August 2016 als Denkmal ausgewiesen |                    | Kleindenkmal                     | BW                                          |
| Sangerhäuser Straße 1, 2, 3 (Karte) | Kaufhaus                                    | | 094 70311          | Baudenkmal                       | BW                                          |
| Sangerhäuser Straße 5 (Karte) | Wohn- und Geschäftshaus                     | | 094 75502          | Baudenkmal                       | BW                                          |
| Sangerhäuser Straße 6 (Karte) | Wohn- und Geschäftshaus                     | | 094 70376          | Baudenkmal                       | BW                                          |
| Sangerhäuser Straße 7 (Karte) | Wohn- und Geschäftshaus                     | | 094 16530          | Baudenkmal                       | BW                                          |
| Sangerhäuser Straße 8, 9 (Karte) | Wohn- und Geschäftshaus                     | | 094 75503          | Baudenkmal                       | BW                                          |
| Sangerhäuser Straße 10 (Karte) | Keller                                      | | 094 76188          | Baudenkmal                       | BW                                          |
| Sangerhäuser Straße 11 (Karte) | Wohnhaus                                    | | 094 16533          | Baudenkmal                       | BW                                          |
| Sangerhäuser Straße 12 (Karte) | Hospital                                    | Hier befand sich der Wirtschaftshof des Katharinen-Hospital. | 094 76580          | Baudenkmal                       | BW                                          |
| Sangerhäuser Straße 13 (Karte) | Hospital                                    | Das war das Hauptgebäude des Katharinen-Hospital. | 094 08162          | Baudenkmal                       | Hospital                                    |
| Sangerhäuser Straße 18 (Karte) | Wohn- und Geschäftshaus                     | | 094 70371          | Baudenkmal                       | Wohn- und Geschäftshaus                     |
| Sangerhäuser Straße 20 (Karte) | Wohnhaus                                    | | 094 75504          | Baudenkmal                       | BW                                          |
| Sangerhäuser Straße 25 (Karte) | Wohnhaus                                    | | 094 70431          | Baudenkmal                       | Wohnhaus                                    |
| Sangerhäuser Straße 27 (Karte) | Wohn- und Geschäftshaus                     | | 094 70328          | Baudenkmal                       | BW                                          |
| Sangerhäuser Straße 33 (Karte) | Wohn- und Geschäftshaus                     | | 094 16534          | Baudenkmal                       | Wohn- und Geschäftshaus                     |
| Sangerhäuser Straße 34 (Karte) | Wohn- und Geschäftshaus                     | | 094 16535          | Baudenkmal                       | BW                                          |
| Sangerhäuser Straße 40 (Karte) | Wohn- und Geschäftshaus                     | | 094 16537          | Baudenkmal                       | Wohn- und Geschäftshaus                     |
| Sangerhäuser Straße 41 (Karte) | Wohnhaus                                    | | 094 08163          | Baudenkmal                       | Wohnhaus                                    |
| Sangerhäuser Straße 47 (Karte) | Wohnhaus                                    | | 094 70329          | Baudenkmal                       | BW                                          |
| Schlossplatz, Ecke Freistraße (Karte) | Denkmal                                     | | 094 70295          | Baudenkmal                       | Denkmal                                     |
| Schlossplatz 1 (Karte) | Schule                                      | | 094 70289          | Baudenkmal                       | Schule                                      |
| Schlossplatz 2 (Karte) | Wohnhaus                                    | | 094 70290          | Baudenkmal                       | BW                                          |
| Schlossplatz 3 (Karte) | Wohnhaus                                    | | 094 70292          | Baudenkmal                       | Wohnhaus                                    |
| Schlossplatz 4 (Karte) | Wohnhaus                                    | | 094 70293          | Baudenkmal                       | Wohnhaus                                    |
| Schlossplatz 5 (Karte) | Wohnhaus                                    | | 094 70296          | Baudenkmal                       | Wohnhaus                                    |
| Schlossplatz 6 (Karte) | Wohnhaus                                    | | 094 70297          | Baudenkmal                       | BW                                          |
| Schlossplatz 7 (Karte) | Postamt                                     | | 094 70298          | Baudenkmal                       | BW                                          |
| Schulgasse 2 (Karte) | Wohnhaus                                    | | 094 76581          | Baudenkmal                       | BW                                          |
| Seminarstraße 1 (Karte) | Küsterhaus, Gemeindehaus                    | direkt an der Kirche St. Petri und Pauli befindlich | 107 40098          | Baudenkmal                       | Küsterhaus, Gemeindehaus                    |
| Seminarstraße 2 (Karte) | Schule                                      | Präparande, direkt hinter dem Geburtshaus Martin Luthers und der Armenschule | 107 40097          | Baudenkmal                       | BW                                          |
| Seminarstraße 5, 6 (Karte) | Schule                                      | Königlich-Evangelisches Schullehrerseminar, an der Kirche St. Petri und Pauli, Taufkirche des Reformators Martin Luther | 107 40099          | Baudenkmal                       | Schule                                      |
| Siegfried-Berger-Weg 16, 17 (Karte) | Schule                                      | Die Schule wurde im Jahre 1911 erbaut. Es ist das ehemalige Königliche Lehrerseminar. Ab 1919 befand sich hier eine Kaserne, ab 1929 das Luther-Gymnasium und die Oberrealschule. | 094 16310          | Baudenkmal                       | Weitere Bilder                              |
| Sperlingsberg 4 (Karte) | Stadtbefestigung                            | | 094 70379          | Baudenkmal                       | BW                                          |
| Stadtgraben | Stadtbefestigung                            | | 094 70381          | Baudenkmal                       |                                             |
| Stadtgraben 1, Stadtgraben Park südlich der Altstadt (Karte) | Park                                        | Hier befand sich die Stadtbefestigung. | 094 76193          | Baudenkmal                       | BW                                          |
| Steinweg 5 (Karte) | Verwalterhaus                               | Das Haus wurde 1723 erbaut, es ist das Verwalterhaus des Katharinenstiftsgutes. | 094 08165          | Baudenkmal                       | Verwalterhaus                               |
| Untere Parkstraße, hinter der ehemaligen Bergschule | Kriegerdenkmal                              | | 094 75390          | Baudenkmal                       |                                             |
| Vikariatsgasse 4 (Karte) | Stadtbefestigung                            | Hier befinden sich Reste der ehemaligen Stadtbefestigung. | 094 70380          | Baudenkmal                       | BW                                          |
| Vikariatsgasse 5 (Karte) | Wohnhaus                                    | Von dem Wohnhaus sind nur noch Reste erhalten. Erhalten geblieben sind die Einfassungsmauer des Erdgeschosses und zwei Keller. In der Mauer befindet sich ein Portal im Stil der Renaissance. Ursprünglich wurde das Haus in dem zweiten Viertel des 16. Jahrhunderts erbaut. | 094 08167          | Baudenkmal                       | Wohnhaus                                    |
| Wilhelm-Beinert-Straße 1 (Karte) | Villa                                       | Die Villa wurde im Jahr 1889 erbaut. Es ist die ehemalige Generaldirektorenvilla der Mansfeld AG. Die Villa hat zwei Geschosse und ein Flachdach. | 094 70305          | Baudenkmal                       | Villa                                       |
| Wilhelm-Beinert-Straße 2 (Karte) | Villa                                       | In der Friehmannschen Villa befand sich die sowjetische Kommandantur. Erbaut wurde die Villa in der Zeit um 1880/1890. Es ist ein zweigeschossiger Bau mit einem Mansarddach. Die Fassade zur Wilhelm-Beinert-Straße zeigt ein Mittelrisalit mit einem Schweifgiebel. An der Fassade zur Clara-Zetkin-Straße befindet sich ein Treppenturm mit einem Eingangsportal und einer Freitreppe. Der Trum ist mit Figuren versehen. | 094 15685          | Baudenkmal                       | Villa                                       |
| Wilhelm-Beinert-Straße 4 (Karte) | Wohnhaus                                    | Das Wohnhaus wurde zum Ende des 19. Jahrhunderts erbaut. Es ist identisch im Bau wie das Nachbarhaus Wilhelm-Beinert-Straße 5. Das Haus ist eineinhalb Geschosse hoch und hat ein Mansarddach. Die drei mittleren Achsen von fünf Achsen bilden ein Risalit mit einem Giebel. | 094 75385          | Baudenkmal                       | BW                                          |
| Wilhelm-Beinert-Straße 5 (Karte) | Wohnhaus                                    | Das Wohnhaus wurde zum Ende des 19. Jahrhunderts erbaut. Es ist identisch im Bau wie das Nachbarhaus Wilhelm-Beinert-Straße 4. Das Haus ist eineinhalb Geschosse hoch und hat ein Mansarddach. Die drei mittleren Achsen von fünf Achsen bilden ein Risalit mit einem Giebel. | 094 75384          | Baudenkmal                       | Wohnhaus                                    |
| Zeißingstraße 45 (Karte) | Wohnhaus                                    | | 094 70334          | Baudenkmal                       | Wohnhaus                                    |
| Zeißingstraße 46 (Karte) | Wohnhaus                                    | | 094 70335          | Baudenkmal                       | Wohnhaus                                    |
| Zeißingstraße 47 (Karte) | Wohnhaus                                    | | 094 70336          | Baudenkmal                       | Wohnhaus                                    |

### Bischofrode, Helfta, Neckendorf, Wolferode
| Lage                                           | Bezeichnung      | Beschreibung                            | Erfassungs- nummer | Ausweisungsart | Bild |
| ---------------------------------------------- | ---------------- | --------------------------------------- | ------------------ | -------------- | ---- |
| bei Helfta, Neckendorf, Bischofrode, Wolferode | Haldenlandschaft | Lichtlochhaldenzug Froschmühlen-Stollen | 107 40066          | Baudenkmal     |      |

## Ehemalige Kulturdenkmale
| Lage                                                           | Bezeichnung             | Beschreibung | Erfassungs- nummer | Ausweisungsart | Bild |
| -------------------------------------------------------------- | ----------------------- | --- | ------------------ | -------------- | ---- |
| Andreaskirchplatz 15 (Karte)                                   | Wohnhaus                | | 094 70413          |                | BW   |
| Andreaskirchplatz 16 (Karte)                                   | Wohnhaus                | | 094 75452          |                | BW   |
| Annengasse 1 (Karte)                                           | Wohnhaus                | | 094 70432          |                | BW   |
| Anstaltstraße 3 (Karte)                                        | Gemeindehaus            | | 094 75455          |                | BW   |
| Breiter Weg 1 (Karte)                                          | Wohnhaus                | Das Haus wurde um 1900 erbaut. Es war ein dreigeschossiger Ziegelbau mit einem flachen Dach an der Ecke Sängerhäuser Straße. Die Fassade war geprägt von Segmentbogenfenstern, Hozizontalgesimen und Eckquaderungen. | 094 70404          | Baudenkmal     | BW   |
| Breiter Weg 105 (Karte)                                        | Wohnhaus                | | 094 70430          |                | BW   |
| Friedrich-Koenig-Straße 15/16, 17, 18, 19, 20, 21, 22 (Karte)  | Straßenzeile            | | 094 70304          |                | BW   |
| Grabenstraße 61 (Karte)                                        | Wohnhaus                | | 094 75468          |                | BW   |
| Hahnegasse 14 (Karte)                                          | Inschrifttafel          | | 094 08057          |                | BW   |
| Hallesche Straße 4 (Karte)                                     | Wohnhaus                | | 094 17597          |                | BW   |
| Hallesche Straße 6 (Karte)                                     | Wohnhaus                | | 094 75392          |                | BW   |
| Hallesche Straße 36 (Karte)                                    | Denkmal                 | | 094 08058          |                | BW   |
| Hallesche Straße 88 (Karte)                                    | Fabrik                  | Malzfabrik | 094 70400          |                | BW   |
| Hohetorstraße 25 (Karte)                                       | Krankenhaus             | | 094 70375          |                | BW   |
| Lindenallee 48 (Karte)                                         | Denkmal                 | | 094 76189          |                | BW   |
| Lutherstraße 7, Hofanlage zwischen Lutherstraße und Badergasse | Wohnhaus                | | 094 70355          |                |      |
| Lutherstraße 18                                                | Wohnhaus                | | 094 08123          |                |      |
| Markt 34                                                       | Pavillon                | | 094 75431          |                |      |
| Petristraße 8, Flur 10, Flurstück 701                          | Ackerbürgerhof          | | 094 75485          |                |      |
| Petristraße 12, Flur 10, Flurstück 698                         | Wohnhaus                | | 094 75488          |                |      |
| Querfurter Straße südlich der Stadt                            | Ziegelei                | Ziegelei Eisleben | 094 75442          |                |      |
| Rammtorstraße 15                                               | Wohnhaus                | | 094 75500          |                |      |
| Sangerhäuser Straße 4                                          | Wohn- und Geschäftshaus | | 094 70312          |                |      |
| Sangerhäuser Straße 31                                         | Bauernhof               | | 094 75471          |                |      |

## Legende
In den Spalten befinden sich folgende Informationen:
- Lage: Nennt den Straßennamen und wenn vorhanden die Hausnummer des Kulturdenkmals. Die Grundsortierung der Liste erfolgt nach dieser Adresse. Der Link „Karte“ führt zu verschiedenen Kartendarstellungen und nennt die geographischen Koordinaten.
Link zu einem Kartenansichtstool, um Koordinaten zu setzen. In der Kartenansicht sind Baudenkmale ohne Koordinaten mit einem roten bzw. orangen Marker dargestellt und können in der Karte gesetzt werden. Baudenkmale ohne Bild sind mit einem blauen bzw. roten Marker gekennzeichnet, Baudenkmale mit Bild mit einem grünen bzw. orangen Marker.
- Offizielle Bezeichnung: Nennt den Namen, die Bezeichnung oder zumindest die Art des Kulturdenkmals und verlinkt, soweit vorhanden, auf den Artikel zum Objekt.
- Beschreibung: Nennt bauliche und geschichtliche Einzelheiten des Kulturdenkmals, vorzugsweise die Denkmaleigenschaften.
- Erfassungsnummer: Für jedes Kulturdenkmal wird in Sachsen-Anhalt eine 20stellige Erfassungsnummer vergeben. Die letzten zwölf Ziffern werden für die Untergliederung nach Teilobjekten genutzt und werden nur angegeben, soweit vergeben. In dieser Spalte kann sich folgendes Icon  befinden, dies führt zu Angaben zu diesem Baudenkmal bei Wikidata.
- Ausweisungsart: Die Einordnung des Denkmales nach § 2 Abs. 2 DenkmSchG LSA
- Bild: Ein Bild des Denkmales, und gegebenenfalls einen Link zu weiteren Fotos des Kulturdenkmals im Medienarchiv Wikimedia Commons. Wenn man auf das Kamerasymbol klickt, können Fotos zu Kulturdenkmalen aus dieser Liste hochgeladen werden: